# Sancheong-gun
Sancheong es un condado en el sur de la provincia de Gyeongsang del Sur, Corea del Sur.

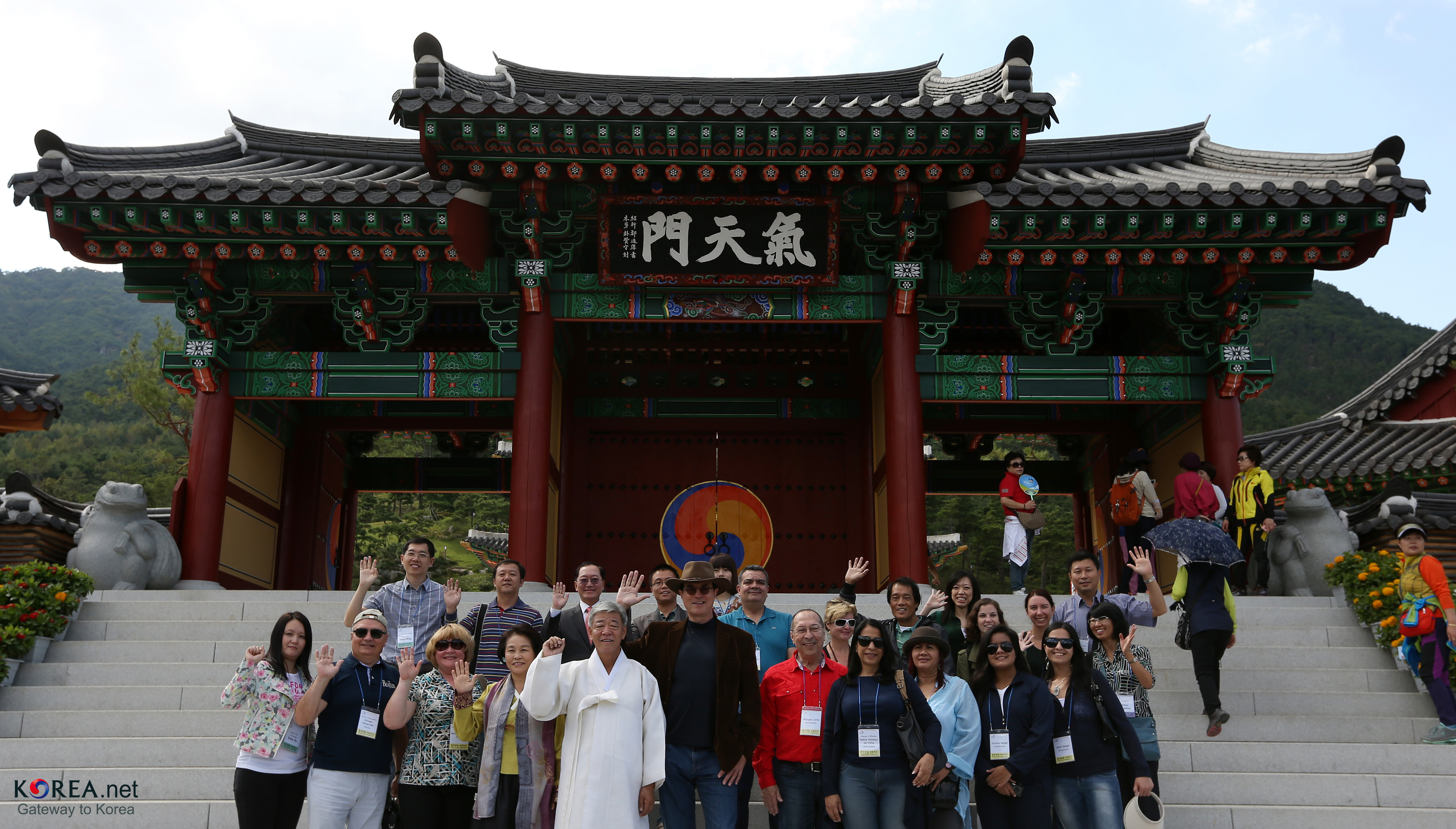
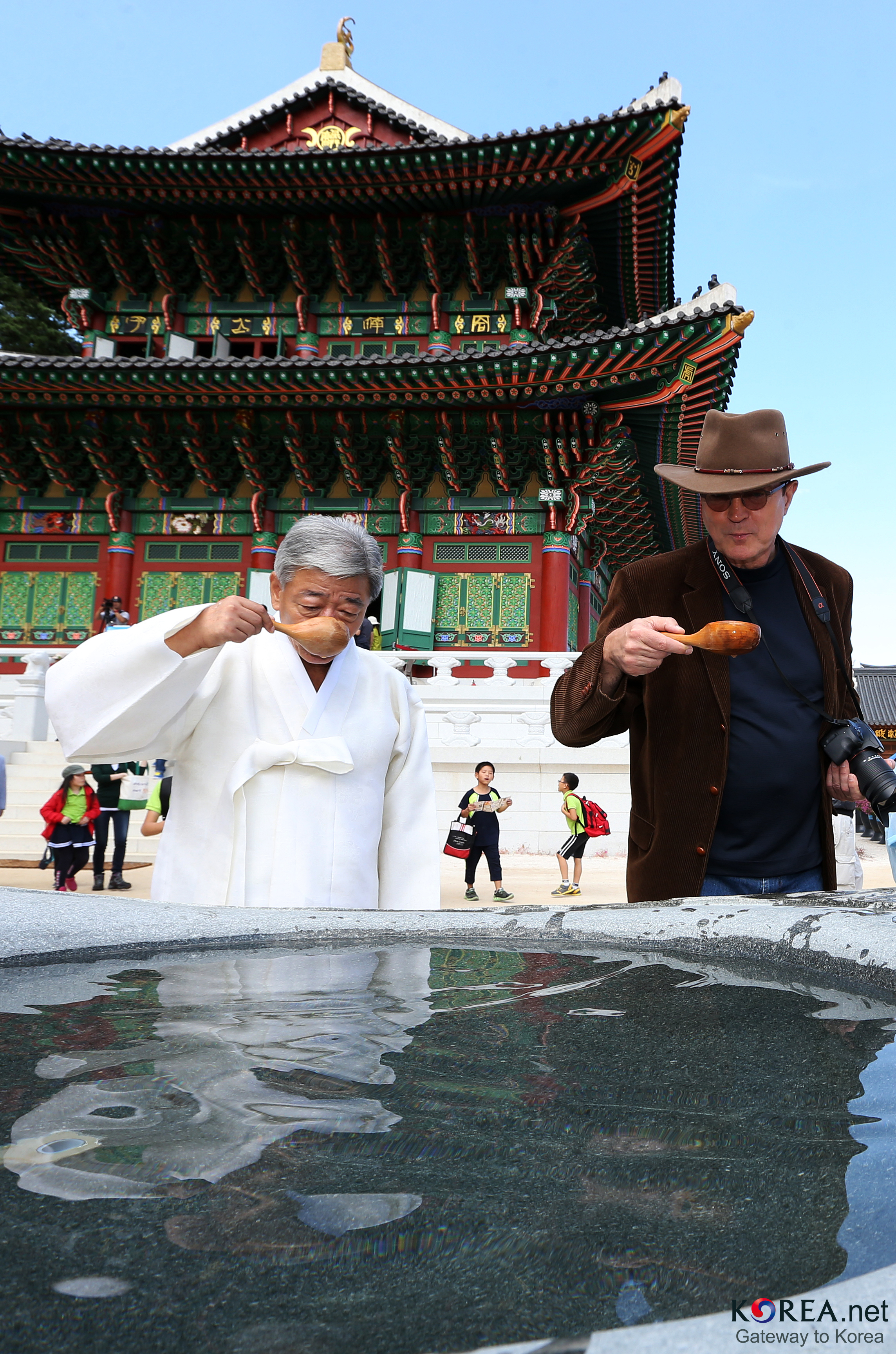
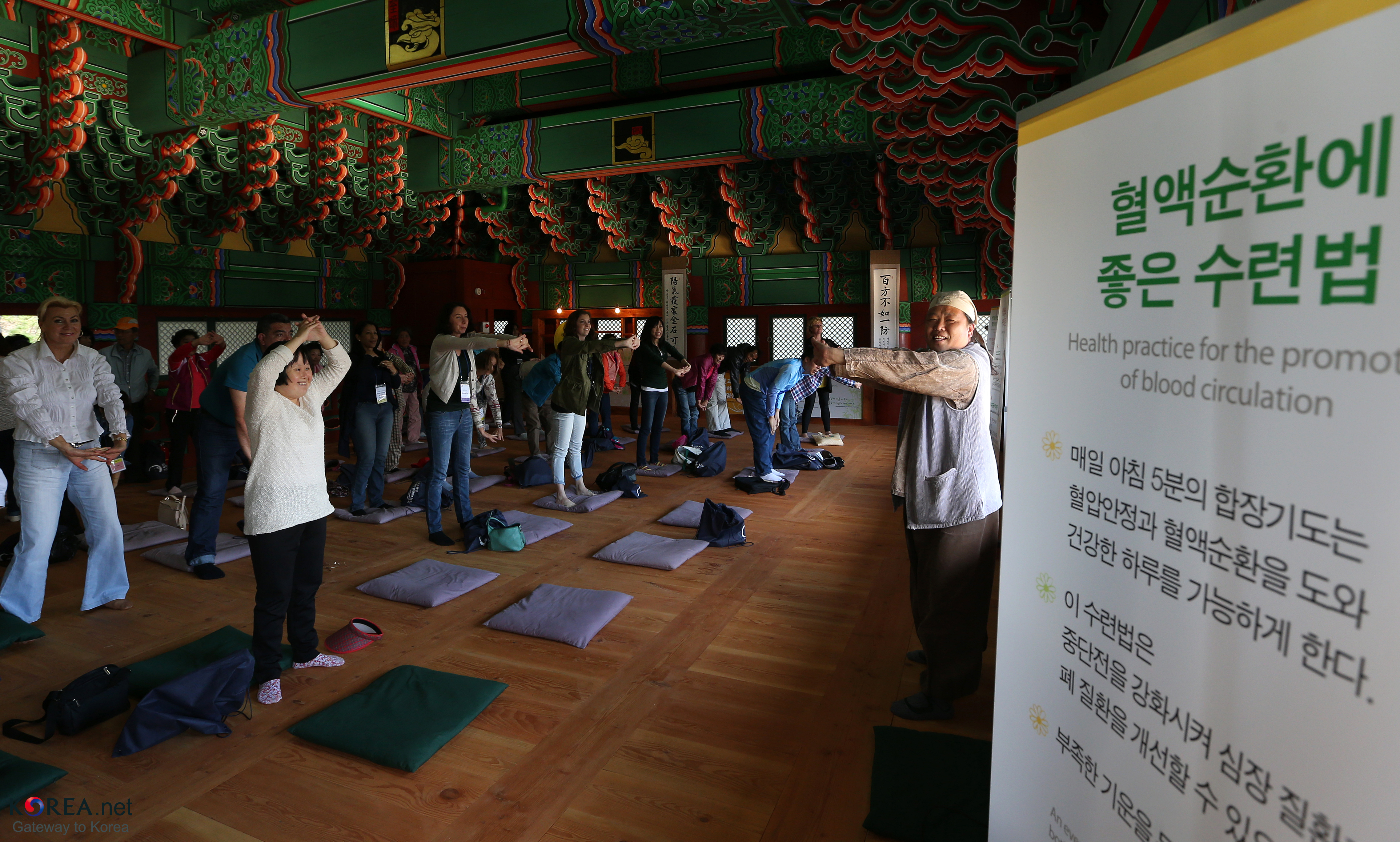

## Clima
| Parámetros climáticos promedio de Sancheong (1981–2010) | Parámetros climáticos promedio de Sancheong (1981–2010) | Parámetros climáticos promedio de Sancheong (1981–2010) | Parámetros climáticos promedio de Sancheong (1981–2010) | Parámetros climáticos promedio de Sancheong (1981–2010) | Parámetros climáticos promedio de Sancheong (1981–2010) | Parámetros climáticos promedio de Sancheong (1981–2010) | Parámetros climáticos promedio de Sancheong (1981–2010) | Parámetros climáticos promedio de Sancheong (1981–2010) | Parámetros climáticos promedio de Sancheong (1981–2010) | Parámetros climáticos promedio de Sancheong (1981–2010) | Parámetros climáticos promedio de Sancheong (1981–2010) | Parámetros climáticos promedio de Sancheong (1981–2010) | Parámetros climáticos promedio de Sancheong (1981–2010) |
| Mes                                                     | Ene.                                                    | Feb.                                                    | Mar.                                                    | Abr.                                                    | May.                                                    | Jun.                                                    | Jul.                                                    | Ago.                                                    | Sep.                                                    | Oct.                                                    | Nov.                                                    | Dic.                                                    | Anual                                                   |
| ------------------------------------------------------- | ------------------------------------------------------- | ------------------------------------------------------- | ------------------------------------------------------- | ------------------------------------------------------- | ------------------------------------------------------- | ------------------------------------------------------- | ------------------------------------------------------- | ------------------------------------------------------- | ------------------------------------------------------- | ------------------------------------------------------- | ------------------------------------------------------- | ------------------------------------------------------- | ------------------------------------------------------- |
| Temp. máx. media (°C)                                   | 6.0                                                     | 8.4                                                     | 13.4                                                    | 20.0                                                    | 24.6                                                    | 27.5                                                    | 29.5                                                    | 30.3                                                    | 26.6                                                    | 21.9                                                    | 14.9                                                    | 8.7                                                     | 19.3                                                    |
| Temp. media (°C)                                        | 0.1                                                     | 2.0                                                     | 6.6                                                     | 12.7                                                    | 17.5                                                    | 21.4                                                    | 24.6                                                    | 25.0                                                    | 20.2                                                    | 14.0                                                    | 7.6                                                     | 2.1                                                     | 12.8                                                    |
| Temp. mín. media (°C)                                   | -4.7                                                    | -3.4                                                    | 0.6                                                     | 5.9                                                     | 11.0                                                    | 16.4                                                    | 20.9                                                    | 21.2                                                    | 15.7                                                    | 8.2                                                     | 1.9                                                     | -3.1                                                    | 7.6                                                     |
| Precipitación total (mm)                                | 28.4                                                    | 43.9                                                    | 68.5                                                    | 97.5                                                    | 104.3                                                   | 193.9                                                   | 324.8                                                   | 366.9                                                   | 222.3                                                   | 48.3                                                    | 38.5                                                    | 19.3                                                    | 1556.6                                                  |
| Días de precipitaciones (≥ 0.1 mm)                      | 4.9                                                     | 5.5                                                     | 7.3                                                     | 8.3                                                     | 8.7                                                     | 9.5                                                     | 14.1                                                    | 13.4                                                    | 8.7                                                     | 4.7                                                     | 5.3                                                     | 4.0                                                     | 94.4                                                    |
| Horas de sol                                            | 172.9                                                   | 178.3                                                   | 207.6                                                   | 224.2                                                   | 231.6                                                   | 189.8                                                   | 171.3                                                   | 176.4                                                   | 169.0                                                   | 197.2                                                   | 163.5                                                   | 161.1                                                   | 2244.4                                                  |
| Humedad relativa (%)                                    | 58.5                                                    | 58.7                                                    | 59.0                                                    | 58.7                                                    | 64.1                                                    | 71.3                                                    | 78.4                                                    | 78.1                                                    | 76.1                                                    | 70.0                                                    | 65.3                                                    | 60.9                                                    | 66.6                                                    |
| Fuente: Korea Meteorological Administration             |                                                         |                                                         |                                                         |                                                         |                                                         |                                                         |                                                         |                                                         |                                                         |                                                         |                                                         |                                                         |                                                         |